# Дука, Доминик
Доминик Дука (чеш. Dominik Duka; 26 апреля 1943, Градец-Кралове, Протекторат Богемии и Моравии) — чешский кардинал. Епископ Градец-Кралове с 6 июня 1998 по 13 февраля 2010. Архиепископ Праги с 13 февраля 2010 по 13 мая 2022. Кардинал-священник с титулом церкви Санти-Марчеллино-э-Пьетро с 18 февраля 2012.

## Биография
Доминик Дука родился 26 апреля 1943 года в городе Градец-Кралове в Восточной Богемии. 6 января 1969 года он принес первые обеты в ордене Проповедников и 22 июня 1970 года был рукоположён в священники.
В течение пяти лет он работал в разных приходах пражской архиепархии, а 7 января 1972 года принес вечные обеты в ордене Проповедников. Учился на богословском факультете в Литомержице, а в 1979 году защитил лиценциат по богословию в Варшаве.
В 1975 году государственные власти запретили ему работать священником, и в течение почти пятнадцати лет, до 1989 года, Доминик Дука работал чертежником на заводе «Шкода». Одновременно с этим он был подпольным магистром новициев и преподавателем богословия. С 1986 по 1998 годы был провинциалом доминиканцев Богемии и Моравии. С 1990 по 1999 год работал доцентом на богословском факультете в Оломоуце, преподавал введение в Священное Писание и библейскую антропологию. 6 июня 1998 года был назначен епископом в Градец-Кралове и 26 сентября того же года принял епископское рукоположение.
13 февраля 2010 года сменил кардинала Милослава Влка на посту архиепископа Праги.

## Кардинал
6 января 2012 года было объявлено, что Папа римский Бенедикт XVI возведёт Доминика Дуку в сан кардинала на консистории 18 февраля 2012 года.
18 февраля 2012 года, в соборе Святого Петра состоялась консистория, на которой Доминик Дука был возведён в сан кардинал-священника с титулом церкви Санти-Марчеллино-э-Пьетро. На нового Князя Церкви была возложена кардинальская шапка и вручён кардинальский перстень.
13 мая 2022 года Папа Франциск принял отставку кардинала Дука с поста архиепископа Праги и назначил его преемником архиепископа Оломоуца Яна Граубнера.
26 апреля 2023 года кардиналу Дука исполнилось 80 лет и он потерял право на участие в Конклаве.